# FDJ-Pokal der Jugend 1985
Der FDJ-Pokal der Jugend 1985 war die 34. Auflage des höchsten Fußball-Pokalwettbewerbs der Altersklasse 15/16 auf dem Gebiet der DDR, der vom DFV durchgeführt wurde. Er begann am 14. April 1985 mit der Vorrunde und endete am 5. Mai 1985 mit dem Sieg vom FC Vorwärts Frankfurt/O. (Pokalsieger 1957), der im Finale gegen den Pokalverteidiger FC Karl-Marx-Stadt gewann.

## Teilnehmende Mannschaften
Am FDJ-Pokal der Jugend für die Altersklasse (AK) 15/16 nahmen die Pokalsieger der 15 Bezirke auf dem Gebiet der DDR und der Titelverteidiger teil. Spielberechtigt waren Spieler bis zum 16. Lebensjahr (Stichtag: 1. Juni 1968).
Für den FDJ-Pokal qualifizierten sich der Titelverteidiger und folgende fünfzehn Bezirkspokalsieger bzw. dessen Vertreter:
| - Bezirk Rostock F.C. Hansa Rostock - Bezirk Schwerin BSG Aufbau Boizenburg - Bezirk Neubrandenburg BSG Post Neubrandenburg - Bezirk Potsdam BSG Motor Babelsberg - Ost-Berlin 1. FC Union Berlin | - Bezirk Frankfurt (Oder) FC Vorwärts Frankfurt/O. - Bezirk Magdeburg 1. FC Magdeburg - Bezirk Halle Hallescher FC Chemie - Bezirk Leipzig BSG Chemie Leipzig - Bezirk Cottbus BSG Energie Cottbus | - Bezirk Dresden SG Dynamo Dresden - Bezirk Karl-Marx-Stadt BSG Wismut Aue FC Karl-Marx-Stadt (TV) - Bezirk Erfurt FC Rot-Weiß Erfurt - Bezirk Gera FC Carl Zeiss Jena - Bezirk Suhl BSG Kali Werra Tiefenort (TV) – Titelverteidiger |

## Modus
Der Pokalwettbewerb wurde wie im Vorjahr von der Vorrunde bis zum Finale im K.-o.-System durchgeführt. Die Vorrunde sowie das Viertelfinale wurden nach möglichst territorialen Gesichtspunkten ausgelost. Ab dem Halbfinale wurde auf neutralem Platz gespielt.

## Vorrunde
| Datum                   |                          | Ergebnis              |                          |
| ----------------------- | ------------------------ | --------------------- | ------------------------ |
| So 14. April, 14:00 Uhr | SG Dynamo Dresden        | 3:0                   | BSG Wismut Aue           |
| So 14. April, 14:00 Uhr | BSG Chemie Leipzig       | 0:3                   | FC Karl-Marx-Stadt       |
| So 14. April, 14:00 Uhr | Hallescher FC Chemie     | 3:3 n. V. (2:4 i. E.) | FC Carl Zeiss Jena       |
| So 14. April, 14:00 Uhr | BSG Kali Werra Tiefenort | 0:4                   | FC Rot-Weiß Erfurt       |
| So 14. April, 14:00 Uhr | BSG Motor Babelsberg     | 1:4                   | FC Vorwärts Frankfurt/O. |
| So 14. April, 14:00 Uhr | 1. FC Union Berlin       | 6:2                   | BSG Energie Cottbus      |
| So 14. April, 14:00 Uhr | BSG Aufbau Boizenburg    | 1:6                   | 1. FC Magdeburg          |
| So 14. April, 14:00 Uhr | F.C. Hansa Rostock       | 4:0                   | BSG Post Neubrandenburg  |

## Viertelfinale
| Datum                    |                          | Ergebnis |                    |
| ------------------------ | ------------------------ | -------- | ------------------ |
| So 21. April, 14:00 Uhr  | 1. FC Magdeburg          | 0:2      | F.C. Hansa Rostock |
| So 21. April, 14:00 Uhr  | FC Vorwärts Frankfurt/O. | 3:1      | 1. FC Union Berlin |
| Mi .24. April, 17:00 Uhr | FC Carl Zeiss Jena       | 0:1      | SG Dynamo Dresden  |
| Mi .24. April, 17:00 Uhr | FC Karl-Marx-Stadt       | 2:0      | FC Rot-Weiß Erfurt |

## Halbfinale
Die Partien fanden als Vorspiel der DDR-Ligapaarungen BSG Post Neubrandenburg – ASG Vorwärts Stralsund im Neubrandenburger Friedrich-Ludwig-Jahn-Stadion und vor BSG Chemie Buna Schkopau – Berliner FC Dynamo II auf dem Buna-Sportplatz von Merseburg statt.
| Datum                 |                          | Ergebnis |                    | Spielort       |
| --------------------- | ------------------------ | -------- | ------------------ | -------------- |
| Mi 01. Mai, 12:45 Uhr | FC Vorwärts Frankfurt/O. | 1:0      | F.C. Hansa Rostock | Neubrandenburg |
| Mi 01. Mai, 12:45 Uhr | SG Dynamo Dresden        | 1:4      | FC Karl-Marx-Stadt | Merseburg      |

## Finale
| Paarung                  | FC Vorwärts Frankfurt/O. – FC Karl-Marx-Stadt |
| Ergebnis                 | 1:0 (0:0) |
| Datum                    | Sonntag, 5. Mai 1985 um 14:30 Uhr |
| Stadion                  | Sportplatz am Jahnring, Schleife |
| Zuschauer                | 500 |
| Schiedsrichter           | Klaus-Dieter Stenzel (Forst) |
| Tore                     | 1:0 Mareck (62.) |
| FC Vorwärts Frankfurt/O. | Jens Jaschob – Kai-Dirk Röstel – Göhre, Jens Helbig, Tilo Karsten – Steffen Menze (77. Guido Block), Carsten Pannek (63. Björn Wittchen), Thomas Moldenhauer – Thoralf Richter, Jörg Mareck , Haake Cheftrainer: Frieder Andrich |
| FC Karl-Marx-Stadt       | Jakob – René Günther – Dirk Auerswald, Torsten Gläser, Jan Bierbaum – Thomas Schreyer, Heiko Richter, Ulf Mehlhorn – Jens Möckel, Silvio Wemmer, Voigt Cheftrainer: Glöckner                                                     |